# Cantone di Barentin
Il Cantone di Barentin è una divisione amministrativa dell'arrondissement di Rouen.
È stato istituito a seguito della riforma dei cantoni del 2014, che è entrata in vigore con le elezioni dipartimentali del 2015.

## Composizione
Comprende i comuni di:
- Anneville-Ambourville
- Bardouville
- Barentin
- Berville-sur-Seine
- Blacqueville
- Bouville
- Duclair
- Épinay-sur-Duclair
- Hénouville
- Jumièges
- Mauny
- Le Mesnil-sous-Jumièges
- Quevillon
- Saint-Martin-de-Boscherville
- Saint-Paër
- Saint-Pierre-de-Varengeville
- Sainte-Marguerite-sur-Duclair
- Le Trait
- Villers-Écalles
- Yainville
- Yville-sur-Seine